# السراي الحمراء

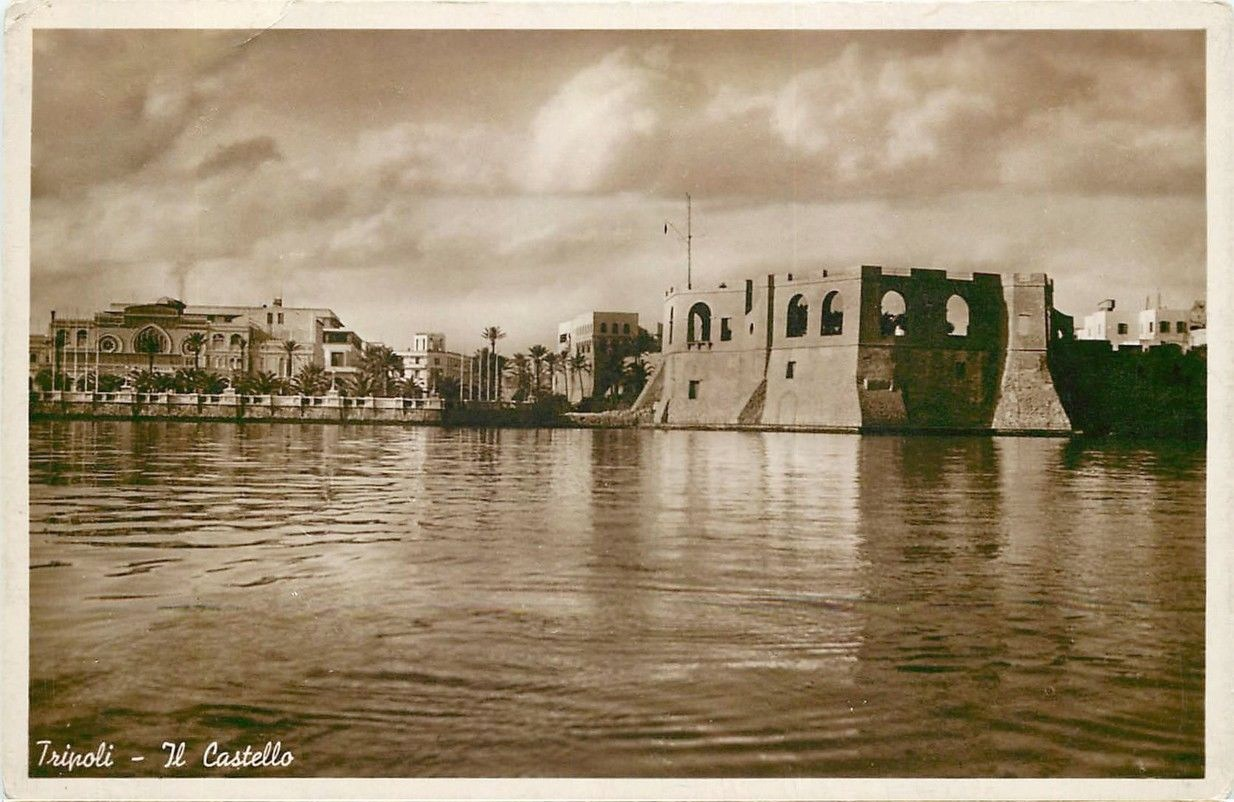
السراي الحمراء ويبدو مسرح ميراماري السابق في يسار الصورة.

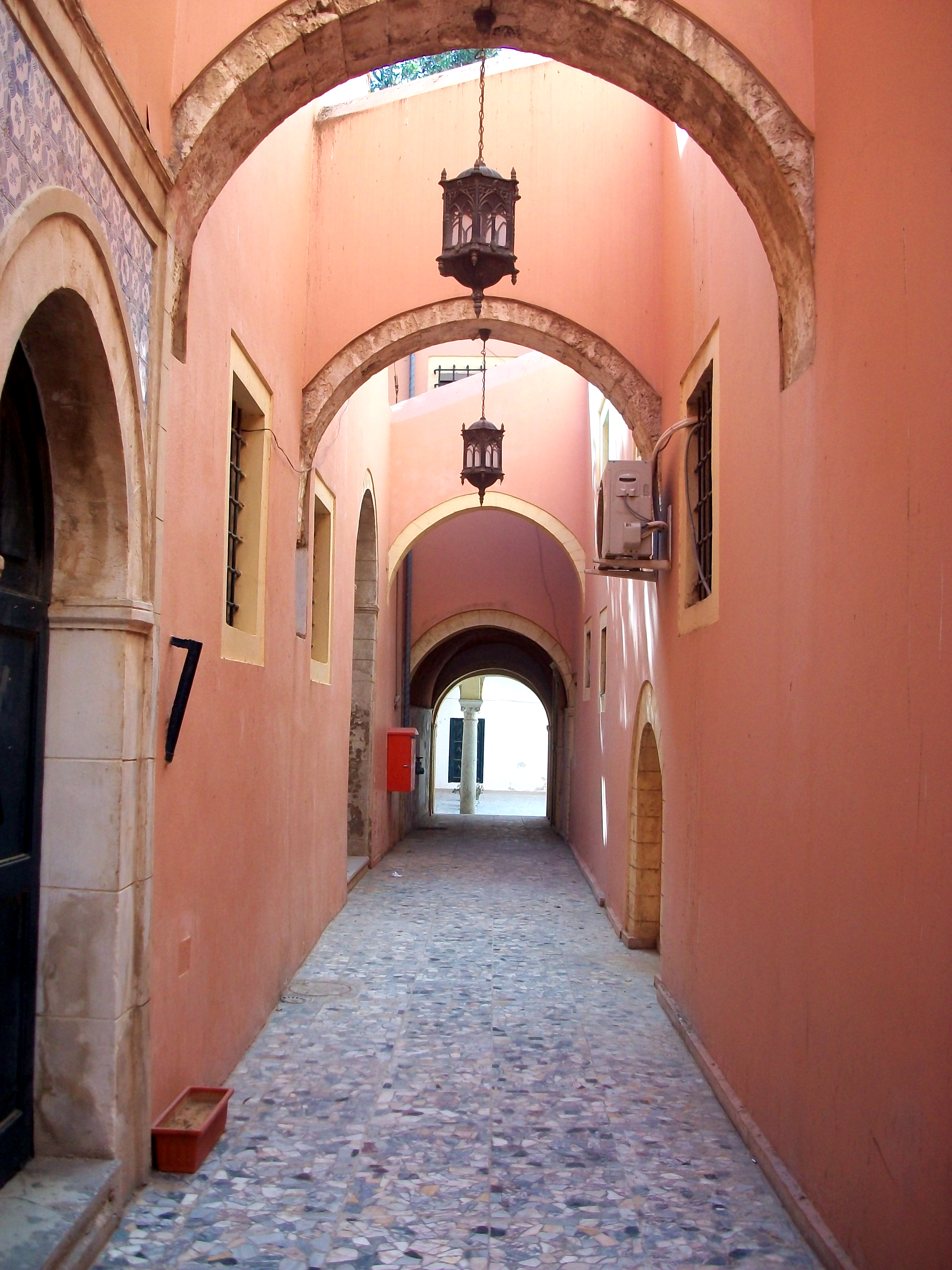

السراي الحمراء أو قلعة طرابلس وهي من أهم معالم العاصمة طرابلس في ليبيا، وقد سميت بالسراي الحمراء لان بعض أجزائها كانت تطلى باللون الأحمروتطل على شارعي عمر المختار والفتح. وهي تقع في الزاوية الشمالية الشرقية من مدينة طرابلس القديمة، وتشرف على مينائها، وبحيرة السراي الحمراء «والتي كانت في السابق بحرا قبل أن يتم ردمه في السبعينيات»،[بحاجة لمصدر] الأمر الذي مكنها قديما من حماية المدينة والدفاع عنها برا وبحرا. وقد تعرضت القلعة إلى تغييرات واضافات كبيرة في عمارتها، حسب ذوق ومتطلبات كل حكم، وتبلغ مساحتها (13000م²) وتبلغ أطوال أضلاعها: من الشمال الشرقي (115م) ومن الشمال الغربي (90م) ومن الجنوب الغربي (130م) ومن الجنوب الشرقي (140م) ويبلغ أعلى ارتفاع لها (21م).
بنيت قلعة طرابلس على بقايا مبنى روماني ضخم، ربما كان أحد المعابد أو الحمامات الكبيرة، حيث عثر أسفل الطريق الذي كان يخترق القلعة في الغرب على بعض الأعمدة والتيجان الرخامية الضخمة التي تعود إلى القرن الأول أو الثاني الميلاديين.

## تاريخ القلعة

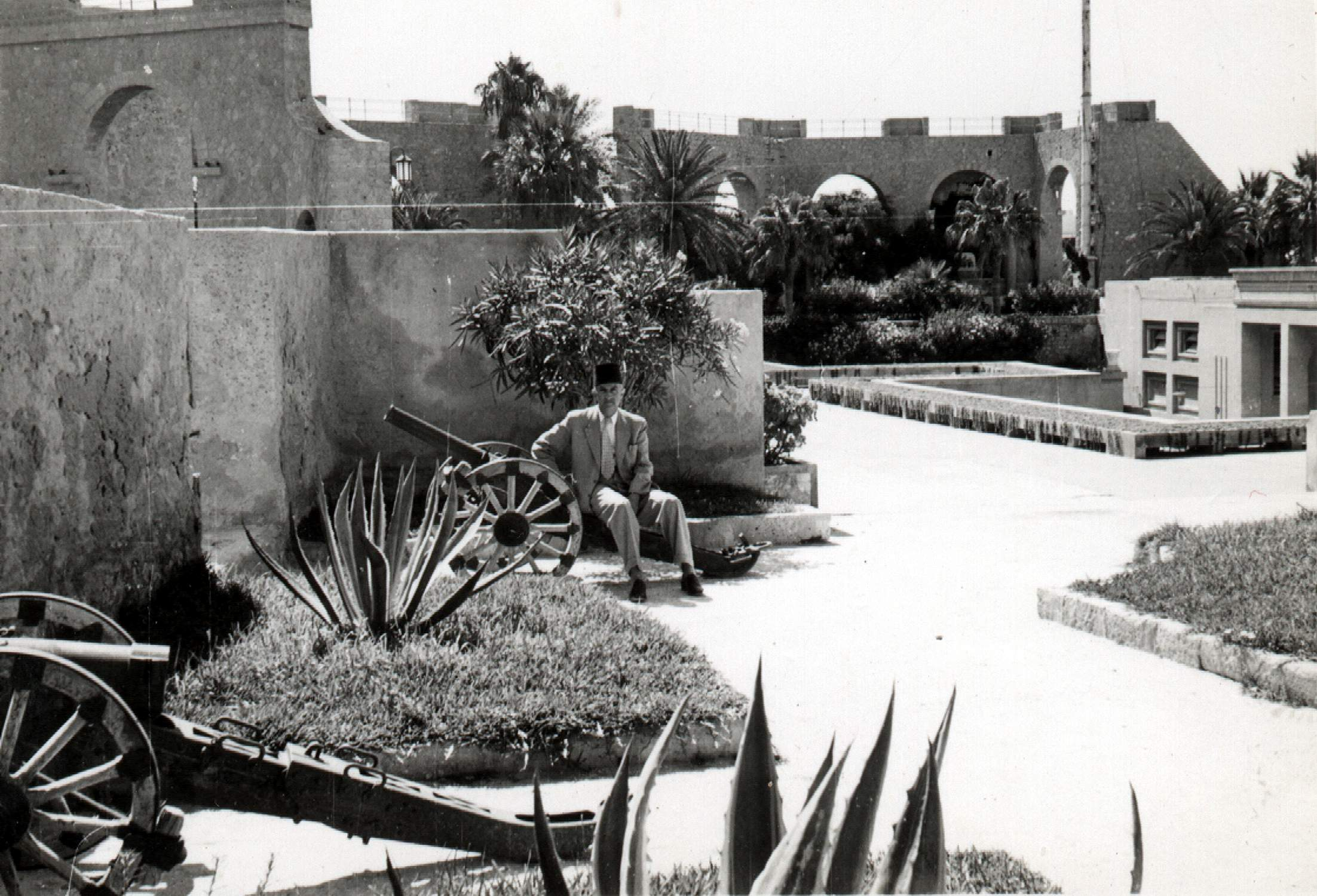
عمر الوعري بالسراي سنة 1958م

كانت حصنا كبيرا للدفاع عن مدينة طرابلس في العصر البيزنطي، حيث يروى أن العرب المسلمين عندما زحفوا على طرابلس بقيادة عمرو بن العاص في سنة 21هـ الموافق 642م وجدوا المدينة محاطة بسور قوي، ولم يتمكنوا من دخول المدينة إلا بعد حصار دام شهرا من الزمان، وقد اهتم الحكام العرب بالقلعة، حيث يلاحظ في الجانب الشرقي منها بقايا بعض الأبراج المرتفعة تشبه تلك الأبراج التي كانت معروفة قبل اكتشاف البارود، وكذلك وجود بعض الجدران التي بناها العرب قبل دخول الإسبان إلى طرابلس في 25 يوليو 1510م.
وعندما احتل الإسبان مدينة طرابلس اهتموا اهتماما خاصا بالأسوار والقلاع الدفاعية وخاصة قلعة طرابلس، ويبدوا أن معظم البناء الخارجي الحالى للقلعة يعود إلى فترة الحكم الأسباني وفترة فرسان القديس يوحنا الذين سلمهم الإسبان المدينة عند خروجهم منها سنة 1530م، وقد بنى الإسبان بالقلعة برجين: البرج الجنوبي الغربي والبرج الجنوبي الشرقي والذي يعرف باسم (حصن سان جورج)، وكان بينهما فتحات لوضع المدافع حسب الأساليب المتبعة في القرن السادس عشر الميلادي، وقد اضاف فرسان القديس يوحنا برجا آخر بالقلعة في الزاوية الشمالية الشرقية، يعرف باسم (برج سانتا باربرا)، وكان يبدوا واضحا من الخرائط التي تعود للقرن السابع عشر، أن السراي كانت محاطة بقناة مائية من جميع الجهات، وكان مدخلها يقع عند الجدار الجنوبي. أما اسم الحمراء الذي اكتسبته فكان نتيجة لأن الإسبان طلوا جدرانها الخارجية باللون الأحمر.

## السراي تحت حكم الأتراك
استولى الأتراك على القلعة سنة 1551م، فقاموا بعدة اضافات بها، وحول (مراد آغا) الكنيسة التي كانت داخل القلعة إلى مسجد، واتخذ الولاة الأتراك القلعة مقرا لهم ولأسرهم، وعندما استقل أحمد باشا القره مانلي بحكم البلاد في سنة 1711م بذل هو وأسرته اهتماما خاصا بالحصون الدفاعية، وتضم القلعة في العهد القره مانلي بناء خاصا لحاكم طرابلس به قاعة فسيحة يستقبل فيها الوفود وقناصل الدول الأجنبية، وكانت بالقلعة أيضا دار لصك العملة، وديوان القضاء، وصيدلية حكومية، وبعض المخازن والسجون والمطاحن.

## الاحتلال الإيطالي

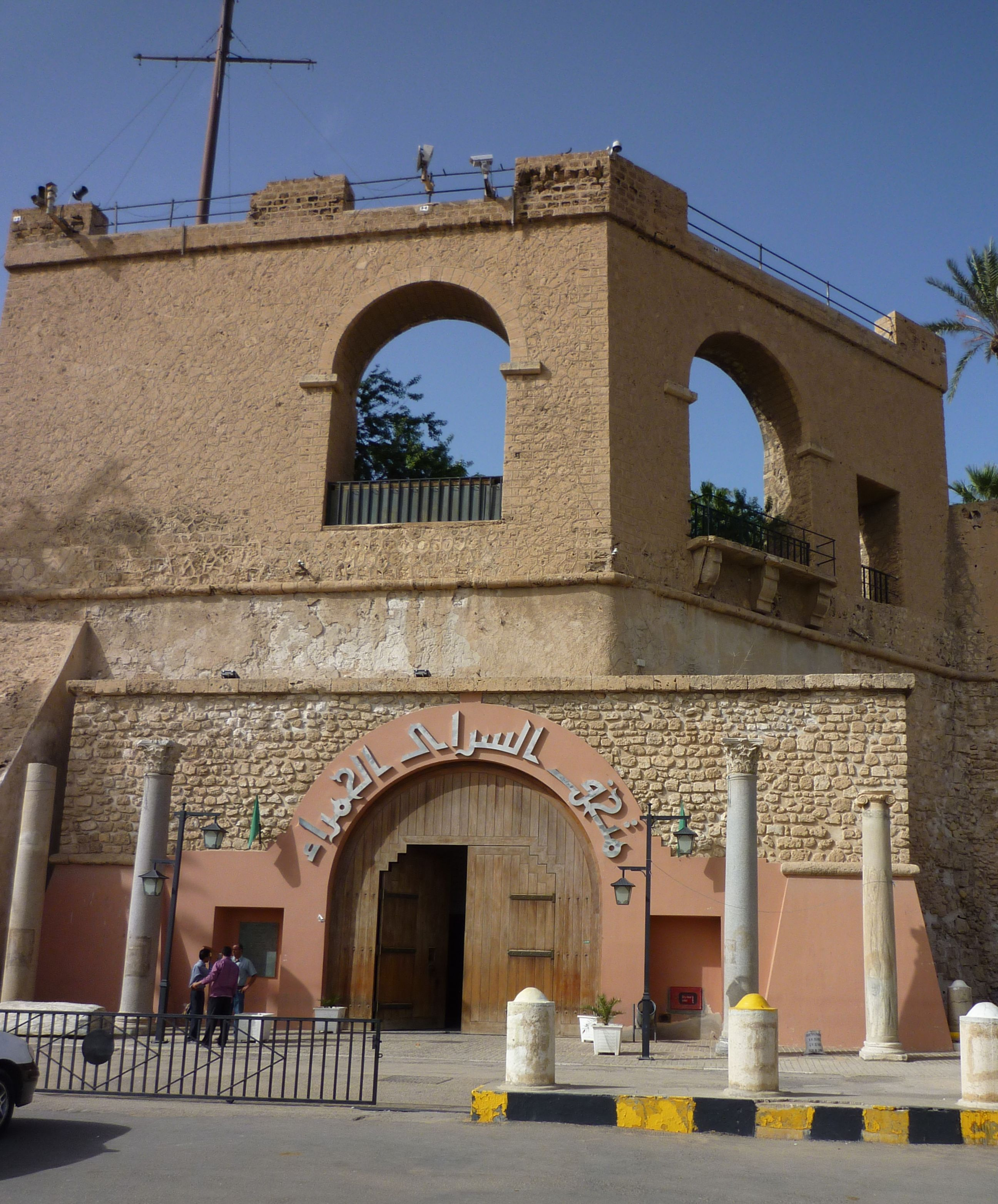
بوابة متحف السراي الحمراء عام 2010

عندما استولت إيطاليا على طرابلس سنة 1911م، اتخذت السراي مقرا للحاكم العام، كما استعملت بعض أجزائها كمتاحف، وقد حدث في هذه الفترة تغييرات كثيرة داخل السراي، من أهمها ازالة بعض المباني الخارجية التي كانت ملاصقة لها، وشق الطريق الذي يؤدى إلى ميناء طرابلس، والأقواس الواقعة بالجانب الشمالي من سور القلعة، وفي عام 1919 تحولت القلعة إلى متحف للمرة الأولى في تاريخها.
في البداية اكتفوا ببناء قديم يقع إلى جوار القلعة من ناحية الجنوب، والذي كان يستخدم خلال العهد العثماني الثاني كمركز للشرطة، وحوله الإيطاليون فور نزولهم إلى طرابلس إلى مخزن للذخيرة. فيما بعد تم تعديل المخزن الذي يصل طوله إلى 30 مترا، وحوالي عشرة أمتار عرضا، والمقام على ستة أعمدة ليكون أول متحف في تاريخ ليبيا.
في مطلع عشرينات القرن العشرين أزيلت كل ملحقات القلعة بما في ذلك المخزن المذكور، وتحولت كل القلعة إلى متحف افتتح عام 1930 على يد الحاكم الإيطالي العام بالبو، الذي سرعان ما بهرته القلعة فنقل إليها مكتبه، ليتولى تصريف شؤون البلد من جزء صغير في القلعة. وبناء «المتحف الكلاسيكي» السابق الذي حل مكانه الآن متحف السراي الحمراء، كما تم وضع بعض النافورات القديمة بساحات القلعة التي يرجع تاريخها إلى القرنين السادس عشر والسابع عشر الميلاديين، والتي تم احضارها من منازل المدينة القديمة.

## سيطرة البريطانيين
بعد سيطرة البريطانيين على البلد خلال الحرب العالمية الثانية سعوا عن طريق اليونسكو إلى إنقاذ التحف الأثرية التي لا تقدر بقيمة، وفي عام 1948 تحولت كل القلعة إلى مجمع المتحف الليبي، لتشمل متحف ما قبل التاريخ، متحف القبائل الليبية القديمة، متحف التراث الليبي في العصر البونيقي، العصر اليوناني، العصر الروماني، العصر البيزنطي، متحف التاريخ الطبيعي، ومن سنة 1952م أعدت السراي لتكون مقرا لإدارة الآثار ومتاحفها. وأخيرا أضيف في عهد القذافي متحف عصر الجماهير.

## وصلات خارجية
- قلعة السراي الحمراء على موقع أصوات مغاربية